# Trancers - Corsa nel tempo
Trancers - Corsa nel tempo (Trancers) è un film statunitense diretto da Charles Band. È il primo film di una serie.

## Trama
Jack Deth è un agente di polizia di Angel City nell'anno 2247 che dà la caccia ai Trancers, persone trasformate in zombi. 

Deth è in grado di identificare i trancer (che appaiono in prima battuta normale, salvo poi divenire feroci killer) semplicemente facendo una scansione con un braccialetto speciale. 

Il Consiglio, organo di governo della Terra di quell'epoca, assegna a Deth l'incarico di scovare e fermare Martin Whistler, un pericoloso criminale
che utilizza strani poteri psichici per trasformare le persone in trancer. Whistler però si è nascosto a Los Angeles nell'anno 1985 e nel corpo di un suo antenato ispettore di polizia. Dal suo nascondiglio temporale può uccidere gli antenati dei membri del consiglio, facendo sparire così dalla storia tutta la loro linea di progenie ed il Consiglio non ha nessun altro modo per evitarlo se non mandare anche Deth nel 1985 usando un macchinario che sposta la mente nel corpo dell'antenato. Il corpo di Deth resterà nel frattempo nel 2247. Nello stesso macchinario è conservato il corpo di Whistler ma Deth, in un impulso di rabbia, lo distrugge. 
 
A questo punto non si può più far tornare la mente di Whistler e l'unico modo di portarlo indietro è spostarlo fisicamente, mente e corpo. A Deth viene consegnata un'arma con due speciali cariche in grado di farlo, una per sé e una per Whistler. Gli viene consegnato anche un altro congegno monouso, apparentemente un semplice orologio, in grado di dilatare il tempo. 

Nel 1985 Jack incontra Leena, una ragazza che crede alle sue parole e accetta di aiutarlo. Da quel momento i due agiscono come una coppia e Leena in effetti è di grande aiuto nel trovare l'antenato dell'ultimo dei membri del Consiglio: un ex giocatore di baseball caduto in disgrazia che vive come un barbone nei bassifondi della città. 

Più volte Whistler stesso, o i suoi trancer, è sul punto di uccidere Deth ma questi riesce sempre a salvarsi, con l'aiuto dell'orologio e soprattutto con l'intervento di Leena, che nel frattempo si è innamorata di lui. Quando finalmente Jack ha la possibilità di usare la speciale pistola su Whistler si accorge che una delle cariche si è danneggiata; se Jack rimanda indietro Whistler si troverà a dover restare nel 1985. 

Jack Deth sceglie di restare con Leena.